# Mount Arrowsmith, British Columbia
Mount Arrowsmith är ett berg i Kanada.   Det ligger i provinsen British Columbia, i den sydvästra delen av landet, 3 600 km väster om huvudstaden Ottawa. Toppen på Mount Arrowsmith är 1 819 meter över havet.
Terrängen runt Mount Arrowsmith är bergig åt nordväst, men åt sydost är den kuperad. Mount Arrowsmith är den högsta punkten i trakten. Närmaste större samhälle är Port Alberni, 15,2 km väster om Mount Arrowsmith.
I omgivningarna runt Mount Arrowsmith växer i huvudsak barrskog. Runt Mount Arrowsmith är det glesbefolkat, med 8 invånare per kvadratkilometer.